# José Antonio Plancarte y Labastida
José Antonio Plancarte y Labastida (Ciudad de México, 23 de diciembre de 1840-Ciudad de México, 26 de abril de 1898) fue un sacerdote católico mexicano, conocido por ser el fundador de la Congregación de Hijas de María Inmaculada de Guadalupe.

## Biografía
José Antonio Plancarte y Labastida nació en la Ciudad de México el 23 de diciembre de 1840. Fue hijo de Francisco Plancarte Arceo y de Gertrudis de Labastida y Dávalos. Fue bautizado al día siguiente en la Parroquia de San Miguel Arcángel, en la zona Centro.
Fue ordenado sacerdote el 11 de febrero de 1866 en Zamora, Michoacán. En 1867, fundó el Colegio de la Purísima para Niñas en Jacona, Michoacán.
Plancarte y Labastida fue el XVI abad del santuario de Nuestra Señora de Guadalupe en México, donde promovió la coronación canónica de la Tilma de la Virgen de Guadalupe y el título de Basílica para el antiguo templo mariano.

## Obras y legado
Plancarte y Labastida fundó la Congregación de Hijas de María Inmaculada de Guadalupe, enfocada en la educación y formación de mujeres jóvenes.

## Proceso de canonización
Actualmente, José Antonio Plancarte y Labastida está en proceso de canonización por la Iglesia Católica. La Congregación para las Causas de los Santos promulgó el Decreto de Virtudes Heroicas del sacerdote mexicano y desde 2020 es considerado venerable Siervo de Dios.